# レインボーテトラ
レインボーテトラ (学名 Nematobrycon lacortei) は体長4～5cm程のコロンビアに生息するカラシン目ネマトブリコン属に属する小型カラシンである。観賞魚として人気が高く、ワイルド個体、ブリード個体ともによく流通している。
ネマトブリコン属の魚としては他にエンペラーテトラがいる。

## 特徴
エンペラーテトラに似た形態・性質を持つが、状態のよい雄は腹びれと尻びれの外縁が薄い青となり、体の黒いライン上にも青い光沢を持つ体色が特徴。エンペラーテトラは目が青くなるが、本種は目が赤くなるために容易に見分けることができる。また、エンペラーテトラの雄の尾ひれが三叉のフォーク状に伸長するのに対し、本種の雄の尾ひれは中央部のみが伸長する。

## 飼育
エンペラーテトラと同じく高温や水質悪化に弱いので、水温は低めの22～26℃、水質は弱酸性の澄んだ水が適する。餌としてはテトラ用のフレーク状の餌を与えるとよく食べる。